# Policía montada del Canadá (película)
Northwest Mounted Police (en español Policía montada del Canadá) es una película estadounidense en Technicolor de 1940, dirigida por Cecil B. DeMille, con Gary Cooper en el papel protagonista, acompañado por Paulette Goddard, Madeleine Carroll, Robert Preston, Akim Tamiroff, Preston Foster, Lon Chaney Jr. entre otros. Fue el primer filme en tecnicolor del director DeMille producido por Paramount Pictures. Fue filmado incluyendo localizaciones de las Montañas Rocosas de Canadá.

## Sinopsis
La acción se sitúa en el Canadá de finales del siglo XIX. Los métis, un grupo étnico de ese país, organizan una revuelta contra la Corona británica y solicitan el apoyo de las tribus indias que manda el jefe "Oso Grande". Los insurrectos quieren que les dirija Riel, el cabecilla de una revolución anterior, que en ese momento ejerce de maestro en una escuela de Montana. La película narra la historia de un osado miembro los Texas Rangers (Gary Cooper) que se une a  la Policía Montada de Canadá para buscar fervorosamente a un prófugo que esta ayudando a los rebeldes.

## Producción
La película fue rodada en los estudios Paramount y exteriores en Oregón y California.
El actor principal iba a ser Joel McCrea, pero Cooper y él trocaron los papeles y así McCrea pudo ocuparse del papel principal de Foreign Correspondent (1940).  
DeMille narró partes de la historia, cosa que hizo en todos sus filmes de Technicolor.

## Recepción
Fue el filme más taquillero de Paramount de 1940 y obtuvo una buena crítica de la revista Variety.

### Premios y candidaturas
| Premio         | Categoría                | Nominado                        |
| -------------- | ------------------------ | ------------------------------- |
| Academy Awards | Diseño artístico (Color) | Hans Dreier, Roland Anderson    |
| Academy Awards | Fotografía (Color)       | Victor Milner, W. Howard Greene |
| Academy Awards | Montaje                  | Anne Bauchens                   |
| Academy Awards | Música                   | Victor Young                    |
| Academy Awards | Sonido                   | Loren L. Ryder                  |